# Maestà (Duccio)
Maestà ali  Duccijeva Maestà (tudi Veličastna) je oltarna slika, sestavljena iz številnih posamičnih slik, ki jih je mesto Siena naročilo leta 1308 pri umetniku Ducciu di Buoninsegna .  Na sprednjih ploščah sta velika ustoličena Madona in otrok s svetniki in angeli ter predela Kristusovega otroštva s preroki. Na hrbtni strani je preostali del kombiniranega cikla Življenje Device in Kristusovo življenje v skupno triinštiridesetih majhnih prizorih; več plošč je zdaj razpršenih ali izgubljenih. Na dnu plošče je napis (v prevodu): »Sveta Mati božja, vzrok miru v Sieni in Ducciovega življenja, ki te je zato naslikal« . Čeprav je bila potrebna generacija, da bi se njen učinek resnično začutil, je Ducciova Maestà italijansko slikarstvo postavila na smer, ki vodi od hieratskih predstav bizantinske umetnosti k neposrednejšim predstavitvam resničnosti.

## Zgodovina
Slika je bila postavljena v Sienski stolnici 9. junija 1311. Ena oseba, ki je bila priča temu dogodku, je napisala:
In na ta dan, ko so jo pripeljali v stolnico, so vse delavnice ostale zaprte, škof pa je ukazal veliki množici vdanih duhovnikov in redovnikov, naj se v slovesni procesiji podajajo mimo. To so spremljali vsi visoki častniki Comune in vsi ljudje; vsi častni občani Siene so obkrožali panel s svečami v rokah, ženske in otroci pa so jim ponižno sledili. Panel so spremljali sredi slavnostnega zvonenja zvonov v slovesni povorki na Piazza del Campo v samo stolnico; in vse to iz spoštovanja do dragega panela ... Ubogi so prejeli veliko miloščino in molili za Mater Božjo, našo zavetnico, da bi lahko v svoji neskončni milosti ubranila to naše mesto Sieno od vsake nesreče, izdajalca oz. sovražnika.
Poleg Device Marije in otroka Jezusa so na sliki prikazani tudi svetniki Janez Evangelist (levo od prestola); sveti Pavel, Katarina Aleksandrijska, Janez Krstnik (desno od prestola), sveti Peter in sveta Neža. V ospredju so različni zavetniki Siene: sveti Ansan, sveti Sabin, sveti Crescentij in sveti Viktor.
Ustvarjanje tega oltarnega dela, sestavljenega iz mnogih lesenih plošč, povezanih pred barvanjem, je bilo naporno. Delo ni bilo samo veliko, osrednja plošča je bila velika 2,13 in 3,96 m ampak jo je bilo treba naslikati na obeh straneh, saj jo je bilo mogoče videti iz vseh smeri, ko je bila nameščena na glavnem oltarju na sredini svetišča.
Oltarni nastavek je ostal na mestu do leta 1711, ko so ga razstavili, da bi koščke razdelili med dva oltarja. Pet metrov visoko konstrukcijo so razstavili in razžagali, slike pa so se med tem poškodovale. Delna obnova se je zgodila leta 1956. Zaradi demontaže je prišlo do uničenja kosov, bodisi so bili prodani bodisi preprosto neobjavljeni. Dosedanji ostanki oltarne slike v Sieni niso razdeljeni med več muzejev.

## Slog
- Polaganje

Kristusova privrženca Jožef in Janez ga odstranjujeta s križa, medtem ko mu Nikodem odstranjuje nohte z nog. Devica Marija gleda v zaprte oči, medtem ko Marija Magdalena drži njegovo roko in v očeh vseh je boleč izraz, ko se nagibajo k mrtvemu Kristusu. Ozadje ima enako zlato teksturo kot v Križanju, na križu, ki drži Kristus pa kri teče po tleh, kar poveča občutek realizma v sceni. Ta panel je vzbudil čustva pri občinstvu in zgodba je pomagala simbolizirati rojstvo krščanstva.
- Pokop

Takoj za Polaganjem je upodobitev Kristusa, ko se pripravlja na pokop, obkrožen s svojimi žalovalci. Njegova mati se zadnjič nagne in ga poljubi in Marija Magdalena v tesnobi vrže roke proti nebu. Ozadje ohranja zlato nastavitev, gore v ozadju pa so podobne goram iz prejšnjih in naslednjih plošč. Te gore vodijo gledalčev pogled k Mariji, ki ga spremlja in nato k Kristusovemu obrazu. Tudi ta prizor vzbuja intenziven čustveni odziv gledalcev in lahko se vidi tesno povezanost, ki jo imajo pogrebci s Kristusom in zlasti z Devico Marijo.

## Posamezni paneli

### V Sieni
- Mati božja s Kristusom otrokom med angeli in svetniki - osrednja plošča
- Kanaanski poročni praznik
- Kristusova skušnjava v templju
- Oznanjenje Devičine smrti
- Devičino slovo od svetega Janeza
- Devičino slovo od apostolov
- Smrt Device
- Pogreb Device
- Pokop Device
- Pojav Kristusa za zaprtimi vrati
- Nejevera svetega Tomaža
- Binkošti
- Pojav Kristusa ob Galilejskem jezeru
- Pojav Kristusa na gori v Galileji
- Kristusovo prikazovanje apostolom na večerji
- Čaščenje Svetih treh kraljev; Salomon
- Predstavitev v templju; prerok Malahi
- Pokol nedolžnih; prerok Jeremija
- Beg v Egipt; prerok Hosea
- Deček Jezus med zdravniki
- Epizode iz Kristusovega pasijona (Tempera in pozlačen les. Delo, sestavljeno iz 26 epizod na 14 panelih, je bilo prvotno hrbtna stran Maestà)

### Drugje
- Angel (prej v zbirki Stoclet, Bruselj)
- Angel (Muzej umetnosti Filadelfija, Filadelfija)
- Nadangel Gabrijel (Castel Huis Bergh, v kraju Heerenberg, Nizozemska)
- Angel (Mount Holyoke College, South Hadley, Massachusetts)
- Kronanje Device (Szépmüveszéti Muzeum, Budimpešta - slika)
- Oznanjenje (Narodna galerija, London)
- Izaija; rojstni dan; Ezekiel (zbirka Andrewa W. Mellona, Nacionalna umetniška galerija, Washington, DC)
- Kristusova skušnjava na gori (Frick Collection, New York)
- Klicanje svetih Petra in Andreja (Zbirka Samuela H. Kressa, Nacionalna umetniška galerija, Washington DC)
- Kristus in Samarijanka (Museo Thyssen-Bornemisza, Madrid)
- Zdravljenje slepega človeka (Narodna galerija, London)
- Spreobrnjenje (Narodna galerija, London)
- Lazarjevo vnebovzetje (Kimbell Art Museum, Fort Worth, Teksas)